# 水野優 (翻訳家)
水野 優（みずの ゆう、1962年11月16日 - ）は、日本の翻訳家・チェスプレーヤー。

## 来歴
兵庫県神戸市出身。
幼少時から小学生の頃は病弱だった。小学校2年生の時日本万国博覧会に4回行き、その頃から天文学に関心を持つようになった。中学時代にクラシック音楽に傾倒するようになり、高校時代は女性アイドル歌手を好むようになる。
1985年からチェスを始める。日本郵便チェス協会（現・日本通信チェス協会）のレイティングは2200以上、国際通信チェス連盟のレイティングは2300以上を記録した。1999年より翻訳業を始める。2010年にチェストランス出版を設立しチェスの洋書を自ら翻訳して出版している。
2015年現在はチェスの団体に所属せずチェスの古典洋書の翻訳に専念している。水野の訳書の大半は前述のチェストランス出版から発行されているものが大半だが、2011年には商業出版社の評言社からボビー・フィッシャーの著書“My 60 Memorable Games”を翻訳した『ボビー・フィッシャー 魂の60局』を発行した。

## 主な訳書

### チェストランス出版から発行されているもの
- ジョルジュ・ルノー（英語版）、ヴィクトル・カーン（英語版） 著 『チェックメイトの技法（チェス・クラシックス 1）』 2010年12月20日初版発行、ISBN 978-4990554019
- ハンス・ボウメスター（オランダ語版） 著 『チェックメイトの技法（チェス・クラシックス 2）』 2011年6月1日初版発行、ISBN 978-4990554026
- レナード・バーデン（英語版） 著 『161ミニチュア集（チェス・クラシックス 3）』 2011年10月15日初版発行、ISBN 978-4990554033
- ユーリ・アヴェルバッハ（英語版） 著 『終盤の基礎知識（チェス・クラシックス 4）』 2011年12月25日初版発行、ISBN 978-4990554040
- アーヴィング・チェルネフ（英語版） 著 『いちばん学べる名局集（チェス・クラシックス 5）』 2012年6月10日初版発行、ISBN 978-4990554057
- アーヴィング・チェルネフ、フレッド・ラインフェルド（英語版） 著 『3手読んで勝つ戦術（チェス・クラシックス 6）』 2012年9月25日初版発行、ISBN 978-4990554064
- アーヴィング・チェルネフ 著 『終盤の300題（チェス・クラシックス 7）』 2013年2月5日初版発行、ISBN 978-4990554071
- イスラエル・アルバート・ホロヴィッツ（英語版）、フレッド・ラインフェルド 著 『チェス上達の手引き（チェス・クラシックス 8）』 2013年6月5日初版発行、ISBN 978-4990554088
- フレッド・ラインフェルド 著 『必勝局面問題集（チェス・クラシックス 9）』 2014年1月30日初版発行、ISBN 978-4907558093
- アレクサンダー・コトフ（英語版） 著 『グランドマスターのように考えよう（チェス・クラシックス 10）』 2014年9月25日初版発行、ISBN 978-4907558109

### その他の訳書
- ボビー・フィッシャー 著 『ボビー・フィッシャー 魂の60局』 評言社、2011年5月23日初版第1刷発行、ISBN 978-4-8282-0554-0